# مشتق (فیلم)
«مشتق» (ترکی استانبولی: Türev) یک فیلم است که در سال ۲۰۰۵ منتشر شد.